# Eresina toroensis
Eresina toroensis är en fjärilsart som beskrevs av James John Joicey och Talbot 1921. Eresina toroensis ingår i släktet Eresina och familjen juvelvingar. Inga underarter finns listade i Catalogue of Life.

## Bildgalleri

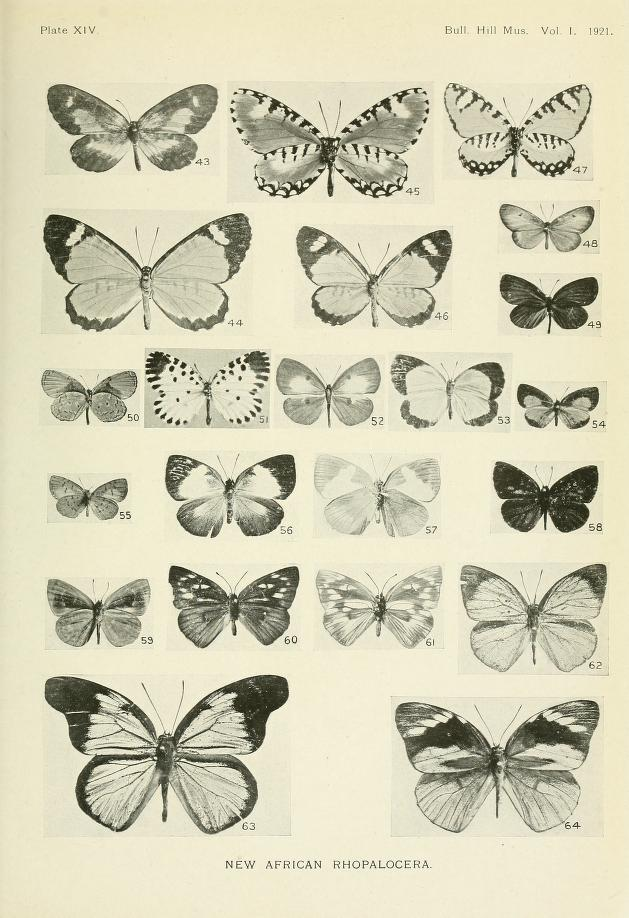
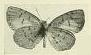